# Riom (Surses)
Riom (toponimo romancio; in tedesco Reams, desueto) è una frazione del comune svizzero di Surses, nella regione Albula (Canton Grigioni).

## Geografia fisica
Riom è situato nella Val Sursette, sulla sponda sinistra del torrente Giulia.

## Storia

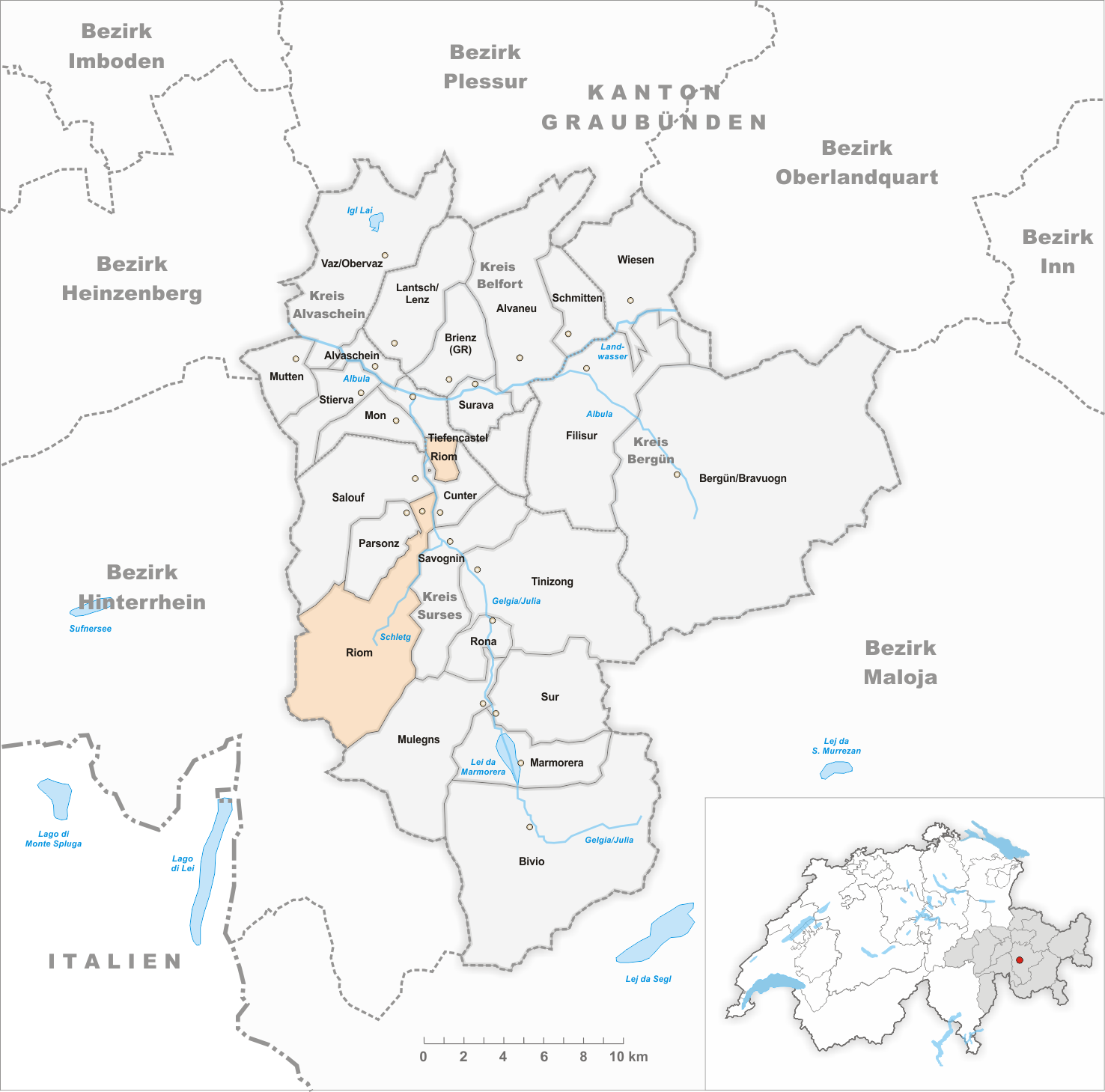
Il territorio del comune di Riom prima degli accorpamenti comunali del 1979

Già comune autonomo, nel 1979 fu accorpato all'altro comune soppresso di Parsonz per formare il nuovo comune di Riom-Parsonz, il quale a sua volta il 1º gennaio 2016 è stato accorpato agli altri comuni soppressi di Bivio, Cunter, Marmorera, Mulegns, Salouf, Savognin, Sur e Tinizong-Rona per formare il nuovo comune di Surses.

## Monumenti e luoghi d'interesse

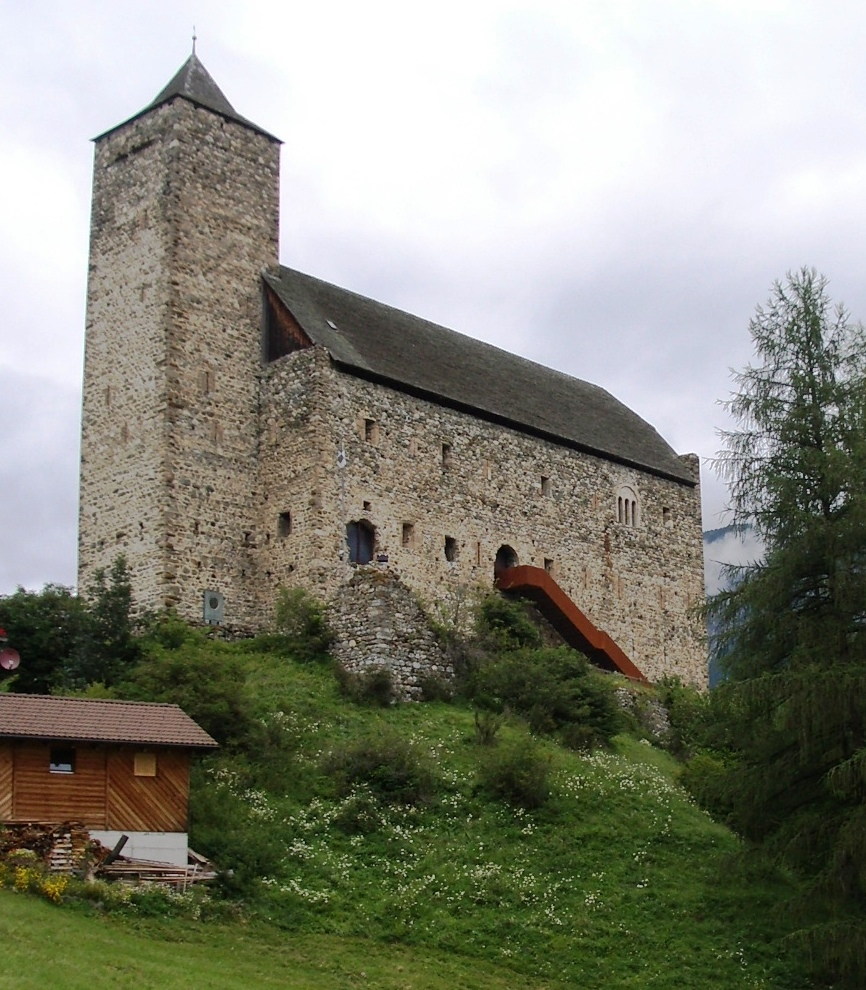
La fortezza di Rätia Ampla

- Chiesa cattolica di San Lorenzo, eretta nel 1461 e ricostruita nel 1677[1];
- Fortezza di Rätia Ampla, ricostruita nel XIII secolo[1].

## Società

### Evoluzione demografica
L'evoluzione demografica è riportata nella seguente tabella:
Abitanti censiti

## Economia
Riom è una località turistica specializzata negli sport invernali; costituisce un comprensorio sciistico con la vicina Savognin.

## Amministrazione
Ogni famiglia originaria del luogo fa parte del comune patriziale che ha la responsabilità della manutenzione di ogni bene comune.